# دستمال‌های زنانه
دستمالهای زنانه (به انگلیسی: Feminine wipes)، پارچه‌های پاک‌کننده‌ای هستند که برای تمیز کردن فرج استفاده می‌شوند. از آنها می‌توان در طول قاعدگی یا به صورت روزانه برای پیشگیری از عفونت استفاده کرد.